# Бая (Арад)
Бая (рум. Baia) — село у повіті Арад в Румунії. Входить до складу комуни Вередія-де-Муреш.
Село розташоване на відстані 357 км на північний захід від Бухареста, 66 км на схід від Арада, 133 км на південний захід від Клуж-Напоки, 81 км на північний схід від Тімішоари.

## Населення
За даними перепису населення 2002 року у селі проживали 140 осіб, з них 139 осіб (99,3%) румунів. Усі жителі села рідною мовою назвали румунську.